# Talmo
Talmo – miasto w Stanach Zjednoczonych, w stanie Georgia, w hrabstwie Jackson.